# Odenplans bilskolas skylt

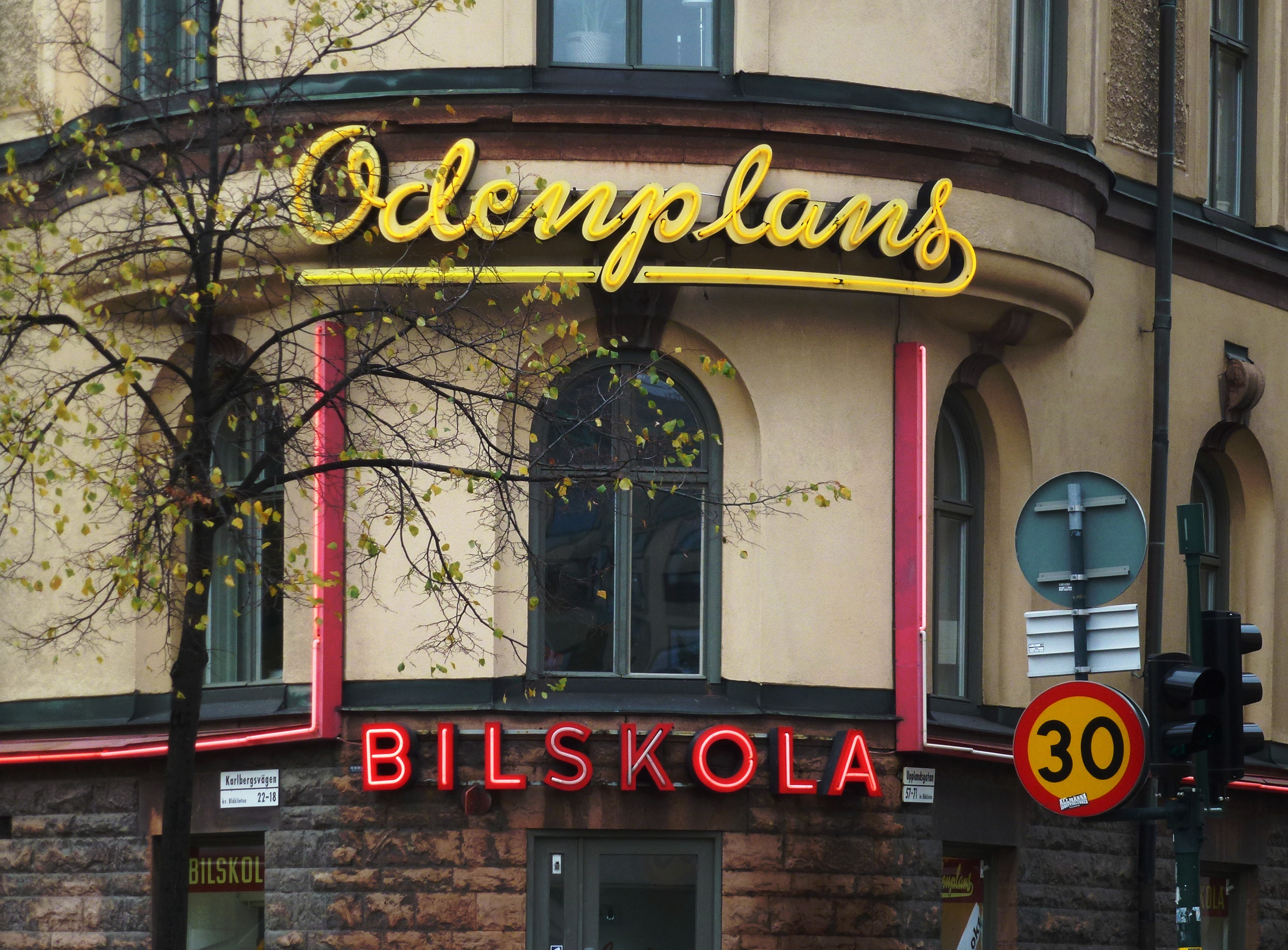
Odenplans bilskola, oktober 2014.

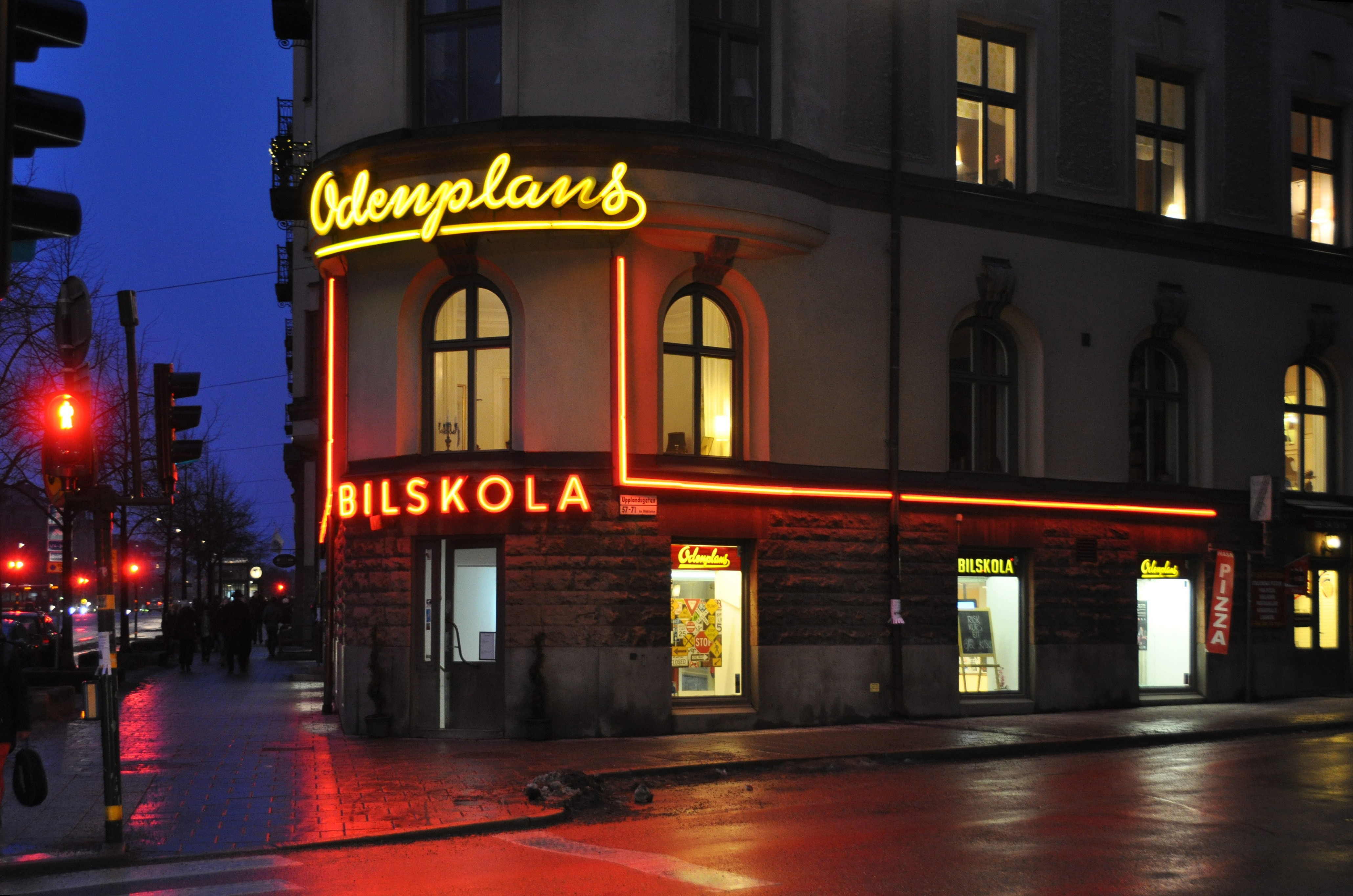
Skylten i kvällsljus, februari 2014.

Odenplans bilskolas skylt är en neonskylt för bilskolan Odenplans trafikskola, belägen i hörnet Karlbergsvägen 18 och Upplandsgatan 57 i Stockholm. Skylten är från 1950- respektive 1960-talet och har blivit ett välkänt inslag i stadsbilden vid Odenplan.

## Beskrivning
Skylten återfinns på det rundade hörnet av fastigheten Blåklinten 1 som uppfördes 1901-1903 och ritades av arkitekterna  Erik Boström (planer) och Oscar Holm (fasader). Sedan 1954 har här en bilskola sina lokaler som öppnades av Olle Rembjer. Skolans nuvarande namn är Odenplans trafikskola som ägs och drivs av Lars Rembjer och Eva Rembjer-Hildemar.
Skylten består av flera delar. Underst står texten ”BILSKOLA” i fristående versaler och rödlysande neonrör samt vertikala och horisontella linjer i röd neon. Däröver texten ”Odenplans” i skrivstil och med gullysande neonrör. ”S:et” har dragits ut och bildar en understrykning  under ordet. Skyltarrangemanget kom upp vid två tillfällen. Den undre är från mitten av 1950-talet och den övre från 1960-talets början och ersatte då en lodrätt skylt med texten ”Odenplans”. Tillverkare var Morneon. Skylten ingick i Stadsmuseets neonskyltsinventering  från 1998.